# Bonito Oriental
Bonito Oriental è un comune dell'Honduras facente parte del dipartimento di Colón.
Il comune è stato istituito il 28 aprile 1987.